# Милдред Дреселхаус
Милдред Дреселхаус (на английски: Mildred Dresselhaus) е американска физичка и електроинженерка, първата жена избрана за институционален професор и професор емерита по физика и електроинженерство в Масачузетския технологичен институт. Носителка на многобройни награди, включително Президентския медал на свободата, Националния медал за наука на САЩ, наградата „Енрико Ферми“, Почетния медал на IEEE (международния Институт на електронните и електрическите инженери). Тя е предимно известна с изследванията си върху графита, графитните интеркалационни съединения, фулерените, въглеродните нанотръби и термоелектрическия ефект.

## Биография
Родена е на 11 ноември 1930 в Бруклин, Ню Йорк, в семейството на полско-еврейски имигранти. Израства в Бронкс и завършва колеж в Ню Йорк през 1951 година, когато е посъветвана от бъдещата носителка на Нобелова награда за физика Розалин Ялоу да продължи следването си в областта на физиката. Следва в Кеймбриджкия университет и в Харвардския университет, където получава магистърска степен. Защитава докторат в Чикагския университет през 1958 година, където неин наставник е нобеловият лауреат Енрико Ферми. Прави постдокторска специализация в Университета Корнел. През 1967 е гостуващ професор в MIT, където след една година получава щатно място, а през 1983 година – и поста професор. През 1985 година е избрана за първата жена институционален професор на института.
Дреселхаус е наградена през 1990 година с Националния медал за наука в признание на работата ѝ по електронните свойства на материалите, както и за разширяването на възможностите пред жените в естествените и техническите науки. През 2005 година получава 11-ия ежегоден приз „Хайнц“ в категория „Технология, икономика и заетост“. През 2008 година получава медал „Оерстед“, а през 2015 година Почетния медал на IEEE. През 2000 – 2001 година е директор на научния офис към Департамента по енергетика на САЩ. От 2003 до 2008 година е председател на управителния съвет на Американския физически институт. Заема поста председател на Американското физическо общество и е първата жена-председател на Американската асоциация за напредък в науката, както и ковчежник на Националната академия на науките на САЩ. Дреселхаус отделя много време и усилия за подкрепата на участието на жени във физиката. През 2012 година Дреселхаус заедно с Бъртън Рихтър получава наградата „Енрико Ферми“ за „пионерските ѝ приноси в изследването на фононите, електронно-фононните взаимодействия и топлинния пренос в наноструктурите“. През 2014 година е удостоена с Президентския медал на свободата.
Умира на 20 февруари 2017 година в Кеймбридж, Масачузетс.